# Simon Figuliusz
Simon Figuliusz – pastor ewangelicki, autor najstarszego pierwszego mszału napisanego w języku polskim.
Simon Figuliusz mieszkał w Swojczycach, skąd przeniósł się do Laskowic, gdzie pozostał pastorem do 1587 roku. Około 1573 roku ukończył on pracę nad pierwszym polskim mszałem. Był to dokument rękopiśmienny. Mszał zawiera 292 strony na których znalazły się Listy Apostolskie oraz cztery Ewangelie. Na 210 karcie dokumentu znalazł się kolofon autora: „Simon Figuliusz polanczyk na ten czas fararz w Laskowicach.” Mszał Simona Figuliusza przechowywany jest dziś w Bibliotece Kapitulnej we Wrocławiu.